# Никита Денис
Никита Денис (на английски: Nikita Denise) е чешка порнографска актриса.

## Биография
Родена е на 25 юли 1976 г. в Бърно.
През 1998 г. се премества от Чехия в Канада и там работи като стриптизьорка в клуб в Торонто. След няколко години отива заедно със своя тогавашен съпруг в Лос Анджелис.
Дебютира като актриса в порнографската индустрия през януари 2000 г., когато е на 23 години. Първата ѝ сцена е във филма „North Pole 13“.
В периода 2005 – 2007 прекъсва кариерата си като изпълнителка, след което се завръща в порноиндустрията.
Завършва обучение за гримьор.

## Награди и номинации
Носителка на награди
- 2002: AVN награда за изпълнителка на годината.[4][7][6]
- 2002: AVN награда за най-добра сцена с групов секс (видео) – „Сукубус“ (с Бриджит Керков, Ейва Винсънт, Тревър).[7]
- 2003: AVN награда за най-добра секс сцена с двойка (филм) – „Вампирите 2“ (с Джак Лоурънс).[8]
- 2003: AVN награда за най-добра секс сцена само с момичета (видео) – „Мечтая за Джена“ (с Отъмн и Джена Джеймисън).[8]
- 2016: AVN зала на славата.[4]

Номинации за награди
- 2002: Номинация за AVN награда за най-добра поддържаща актриса (филм) – „Рапунцел“.[9]
- 2003: Номинация за XRCO награда за изпълнителка на годината.[10]